# Kingsey
Kingsey est une paroisse civile et un village du Buckinghamshire, en Angleterre.